# The Stolen Birthright
The Stolen Birthright è un cortometraggio muto del 1914 diretto da Louis J. Gasnier insieme ai produttori Leopold Wharton e Theodore Wharton. Venne distribuito in sala nel dicembre del 1914 dalla Eclectic Film Company.
Girato a Ithaca, nello stato di New York, il film era interpretato da Thurlow Bergen.

## Produzione
Il film prodotto dalla Wharton, fu girato negli studi della casa di produzione che si trovavano a Ithaca, nello stato di New York.

## Distribuzione
Distribuito dalla Eclectic Film Company

### Date di uscita
IMDb
- USA	dicembre 1914
- USA	28 gennaio 1917